# Microgoneplax guinotae
Microgoneplax guinotae is een krabbensoort uit de familie van de Goneplacidae. De wetenschappelijke naam van de soort is voor het eerst geldig gepubliceerd in 2010 door Takeda & Komatsu.